# Chloantha
Chloantha är ett släkte av fjärilar som beskrevs av Boisduval, Rambur och Graslin 1836. Chloantha ingår i familjen nattflyn, Noctuidae.
Släktet innehåller endast arten grått johannesörtsfly, Chloantha hyperici.